# Ich-forma
Ich forma (německy Ich-Form, kde ich znamená já) je termín používaný v literární vědě pro označení způsobu vyprávění příběhu. Příběh je zde vyprávěn v první osobě jednotného čísla, to znamená, že příběh není popisován „objektivně“, nýbrž z pohledu jedné z postav. Většinou se jedná o jednu postavu pro celé dílo, ale vypravěč se může v rámci díla i měnit (např. román Irvina Welshe Trainspotting).
Tento způsob vyprávění vyvolává pocit reality a osobní zkušenosti autora. Nelze však zaměňovat ich-formu a autobiografii, neboť autobiografie může být psána i z nadhledu er-formy (např. Longenova Herečka), a na druhé straně dílo v ich-formě může být zcela fiktivní. Nevyhnutelně ovšem vzniká dojem, že vypravěč je v nějakém smyslu autorovo alter ego.
Existují také mnohá díla psaná ve 3. osobě, mající ovšem v podstatě povahu ich-formy, neboť jsou popisovány prožitky a myšlenkové pochody pouze jedné hlavní postavy – taková je např. řada románů Jaroslava Foglara.

## Příklad
| „ | Vystoupila jsem z lázně. Vytřela si vodu z vlasů a důkladně se osušila, nezapomněla jsem ani na kůži mezi rudě nalakovanými prsty svých štíhlých nohou. Otřásla jsem se zimou, ale počkala na služebnou, až mi oblékne župan a teprve potom jsem se odebrala do ložnice osvětlené plameny stravujícími polena v mohutném mramorovém krbu. | “ |

## Výběr literárních fikcí psaných ich-formou
- Robinson Crusoe
- Utrpení mladého Werthera
- Dobrodružství Huckleberryho Finna
- Vinnetou (z pohledu postavy Old Shatterhanda)
- Báječná léta pod psa
- My děti ze stanice ZOO
- Noc trifidů
- Jozova Hanule
- Labyrint světa a ráj srdce
- Mládí v hajzlu
- Hunger Games
- Malý princ
- Tři muži ve člunu